# Aqualung
Aqualung este al patrulea album de studio al trupei rock Jethro Tull, lansat în 1971. Este primul lor album cu John Evan ca membru oficial, primul cu noul basist Jeffrey Hammond și ultimul disc cu Clive Bunker la baterie.
Prima parte a LP-ului (primele șase cântece) prezintă șase personaje, două dintre ele de reputație îndoielnică (personajul eponim Aqualung și Cross-Eyed Mary) iar alte două piese sunt de natură autobiografică printre care "Cheap Day Return", scrisă de liderul formației Ian Anderson în  timpul unei vizite la tatăl său foarte bolnav.
Aqualung s-a vândut în peste 7 milioane de unități în toată lumea și este, astfel, cel mai bine vândut album Jethro Tull. În 2003, albumul a fost clasat pe locul 337 în Lista celor mai bune 500 de albume ale tuturor timpurilor stabilită de revista Rolling Stone. În revistele Q și Mojo Classic Special Edition Pink Floyd & The Story of Prog Rock, albumul a fost clasat pe locul 7 în lista "40 de albume de rock cosmic".

## Tracklist
1. "Aqualung" (Ian Anderson, Jennie Anderson) (6:34)
2. "Cross-Eyed Mary" (4:06)
3. "Cheap Day Return" (1:21)
4. "Mother Goose" (3:51)
5. "Wond'ring Aloud" (1:53)
6. "Up to Me" (3:15)
7. "My God" (7:08)
8. "Hymn 43" (3:14)
9. "Slipstream" (1:13)
10. "Locomotive Breath" (4:23)
11. "Wind Up" (6:01)

- Toate cântecele au fost scrise de Ian Anderson cu excepția celor notate.

## Single-uri
- "Hymn 43" (1971)
- "Locomotive Breath" (1976)

## Componență
- Ian Anderson - voce, chitară acustică, flaut
- Martin Barre - chitară electrică
- John Evan - pian, orgă, mellotron
- Jeffrey Hammond - chitară bas
- Clive Bunker - baterie, percuție
- Glenn Cornick - chitară bas (necreditat pe album)